# Ermengarda da Baviera
Ermengarda Maria Josefa Princesa da Baviera (em alemão:  Irmingard Marie Josepha Prinzessin von Bayern; 29 de maio de 1923 - 23 de outubro de 2010) foi a filha de Ruperto, príncipe herdeiro da Baviera e sua segunda esposa, a princesa Antonia de Luxemburgo. Era uma meia-irmã de Alberto, duque da Baviera.